# Friedrich Lohmann (Richter)
Friedrich Wilhelm Lohmann (* 13. Februar 1929 in Minden; † 3. Januar 2009) war ein deutscher Jurist und Vorsitzender Richter am Bundesgerichtshof.

## Leben
Lohmann entstammte einer kinderreichen Pfarrersfamilie. Von seinem anfänglichen Wunsch, Ingenieur zu werden, rückte er ab und entschied sich stattdessen für ein Studium der Rechtswissenschaften an der Universität Bonn. Seit 1948 war er Mitglied der christlichen Studentenverbindung Bonner Wingolf. Nach den beiden Staatsexamina, die er 1951 und 1957 in Köln und Düsseldorf abgelegt hatte, trat er in den Justizdienst von Nordrhein-Westfalen ein. Hier wurde er als Richter am Land- und Oberlandesgericht eingesetzt. Im Jahre 1961 wurde er zum Landgerichtsrat befördert, 1967 stieg er zum Oberlandesgerichtsrat am OLG Hamm auf. Noch im selben Jahr wurde er zum hauptberuflichen Mitglied des Landesjustizprüfungsamts ernannt, dem er drei Jahre lang angehörte. Dem schloss sich 1970 die Berufung zum Ministerialrat im Justizministerium des Landes Nordrhein-Westfalen an, wo er für das Ausbildungs- und Prüfungswesen zuständig war.
Im April 1974 wurde er zum Richter am Bundesgerichtshof ernannt. Dort war er zunächst dem III. Zivilsenat zugewiesen, dessen Kompetenz sich u. a. auf Amtshaftungs- und Enteignungsentschädigungsansprüche sowie Baulandsachen erstreckte. 1980 übernahm er den stellvertretenden Vorsitz des für Familiensachen zuständigen IVb-Zivilsenats, der ab 1990 als XII. Zivilsenat firmierte. 1982 folgte er Heinz Grell im Amt des Vorsitzenden nach. Während seiner Amtszeit hatte sich der Senat insbesondere mit den Auswirkungen der Eherechtsreform von 1977 zu befassen. Hierzu ergingen zahlreiche rechtsfortbildende Entscheidungen, die auch die Reform des Unterhaltsänderungsgesetzes im Jahr 1986 beeinflussten. Lohmann saß außerdem im Kartellsenat. Mit Erreichen der Altersgrenze schied er 1992 aus dem Bundesgerichtshof aus. Nach dem Ende seiner Richterlaufbahn trat er als Dozent auf Fortbildungsveranstaltungen für Anwälte und Richter auf. 
Das von ihm verfasste Skript „Neue Rechtsprechung des Bundesgerichtshofs zum Familienrecht: Unterhalt und Versorgungsausgleich“ erschien von 1982 bis 1997 in acht Auflagen. Zudem fungierte Lohmann als Mitherausgeber der Zeitschrift für das gesamte Familienrecht und gehörte als Mitglied und Rat der Wissenschaftlichen Vereinigung für Familienrecht an.